# Vlastimil Petržela
Vlastimil Petržela (né le 20 juillet 1953 à Prostějov à l'époque en Tchécoslovaquie et aujourd'hui en République tchèque) est un joueur de football tchèque (international tchécoslovaque) qui évoluait au poste d'attaquant, avant de devenir ensuite entraîneur.

## Biographie

### Carrière de joueur

#### Carrière en club
Vlastimil Petržela joue en faveur du Sigma Olomouc, du RH Cheb, et du Slavia Prague.
Il dispute 103 matchs en première division tchécoslovaque, inscrivant 36 buts. Il réalise sa meilleure performance lors de la saison 1982-1983, où il inscrit 10 buts en championnat avec le Slavia Prague. Il se classe troisième du championnat lors de la saison 1984-1985 avec le Slavia Prague.

#### Carrière en sélection
Vlastimil Petržela reçoit deux sélections en équipe de Tchécoslovaquie entre 1982 et 1983, sans inscrire de but.
Il figure dans le groupe des sélectionnés lors de la Coupe du monde de 1982. Lors du mondial organisé en Espagne, il joue un match contre le Koweït. Il s'agit de son premier match en équipe nationale.
Il joue ensuite un match contre Chypre rentrant dans le cadre des éliminatoires de l'Euro 1984.

### Carrière d'entraîneur
Après avoir raccroché les crampons, il dirige plusieurs clubs en République tchèque, en Russie, en Azerbaïdjan, et en Slovaquie. Il dirige plusieurs matchs en Coupe de l'UEFA et en Coupe Intertoto.
Avec le club russe du Zénith Saint-Pétersbourg, il atteint les quarts de finale de la Coupe de l'UEFA en 2006, en étant battu par l'équipe espagnole du FC Séville, qui remportera la compétition.

## Palmarès
| Bohemians Prague - Championnat de République tchèque D2 (1) : - Champion : 1998-99. |  | Zénith Saint-Pétersbourg - Championnat de Russie : - Vice-champion : 2003. - Coupe de la Ligue russe (1) : - Vainqueur : 2003. |